# High Performance Fuzzy Computing
Con High Performance Fuzzy Computing (HPFC) ci si riferisce alle tecnologie utilizzate da supercomputer e computer cluster per creare dei sistemi di elaborazione in grado di effettuare calcoli in Logica Fuzzy con prestazioni molto elevate.
Pertanto può essere visto come un caso particolare del più generale
HPC.
Nel caso specifico della logica fuzzy, però, altri modi per effettuare calcoli in logica fuzzy ad alte prestazioni potrebbero essere considerati casi di HPFC,
seppure in senso allargato, quali ad esempio le implementazioni hardware su DSP o FPGA.
Recentemente infine si sta affermando il calcolo in logica fuzzy effettuato su GPU, come alternativa economica e flessibile agli approcci di cui sopra.